# Haplocyclops godavari
Haplocyclops godavari – gatunek widłonoga z rodziny Cyclopidae. Opisali go w 2015 roku indyjscy zoolodzy Venkateswara Rao Totakura i Yenumula Ranga Reddy, nadając mu nazwę Haplocyclops (Kiefercyclops) godavari. Występuje w Indiach.